# 法政策学
法政策学（ほうせいさくがく）とは法学の知識を動員し、社会問題やその背景や情報を収集･解析し、その解決方法を打ち出す学問である。法哲学から派生した色彩が強い。総合政策学との違いは法律学から政策を研究する点である。「政策」とは「問題解決のための処方箋」としての「ポリシー」の訳語で、この処方箋を法学で模索する。

## 法政策学者一覧
- 平井宜雄
- 岩間徹(環境法政策）
- 松村豊大

## 関連分野
- 政策科学
- 政治学
- 行政学
- 法哲学
- 総合政策学
- 刑法
- 労働法
- 地域研究
- 公共政策（福祉・都市計画・インフラ含む）
- 請願
- 憲法学
- 行政法
- 民法学